# アーロン・コスミンスキー
アーロン・コスミンスキー（英: Aaron Kosminski、出生名: Aron Mordke Kozmiński、1865年9月11日 - 1919年3月24日）は、ポーランド出身のユダヤ系理髪師であり、1888年にロンドン東部のホワイトチャペル地区で発生した連続殺人事件「切り裂きジャック事件」の有力な容疑者の一人とされている。

## 生涯
コスミンスキーは当時ロシア帝国領であったポーランド立憲王国中部のクウォダヴァ（現・ポーランド共和国）で、仕立屋である父アブラム・ヨーゼフ・コズミンスキーと母ゴルダ（旧姓ルブノフスカ）の間に生まれた。一家は1881年前後にポーランドからイギリスへ移住したとされている。同年4月に起きたロシア皇帝アレクサンドル2世の暗殺事件を契機とするユダヤ人に対する迫害を逃れるため家族とともにイギリスへ移住し、ロンドン東部の貧困地区で東欧から経済的困窮やツァーリ政権下での迫害を逃れてきたユダヤ人難民の多くが住む場所と当時なっていたホワイトチャペル地区に定住した。姉のマチルダと義兄のモリス・ルブノフスキー、兄のウールフと共にロンドンへ到着したと考えられており、彼らは1881年6月にロンドンに到着している（ウールフは同年5月にクウォダヴァで結婚し、ルブノフスキー夫妻は1870年代後半にドイツに住んでいた）。母親は移住当初は同行せず、1894年までに家族と合流したとみられているが、父親は1874年に死去していた。英国の記録では彼は理髪師とされているが、実際には断続的にしか働いていなかった可能性もある。1891年の記録では「数年間いかなる仕事にも従事していない」と報告されている。彼は経済的に姉兄に依存していたようで、1890年には兄ウールフと、1891年には姉マチルダと同居していた記録がある。
1889年12月14日、アーロンはシティ・オブ・ロンドン簡易裁判所で、犬に口輪を付けずにチープサイドを歩いていたとして10シリングの罰金を科された。また、警察に対して偽名と偽住所を申告したとされ、彼は「コスミンスキーは綴りが難しいので、時々エイブラハムズという名を使っている」と説明し、兄を証人として出廷させた。ある報道によれば、彼はその日がサバスだったため罰金の支払いを拒否し、月曜日までの猶予が与えられたという。
1890年7月12日、コスミンスキーは精神状態の悪化によりマイル・エンド旧市街地のワークハウスに入れられ、兄がその収容を証明した。彼は3日後に退所したが、翌1891年2月4日には再び収容され、7日にはColney Hatch精神病院（現・Friern 病院）へ移送された。収容証明の立会人であるJacob Cohenは彼の基本情報を提供し、彼が姉をナイフで脅したと証言した（この女性が誰であるかは明確でない）。コスミンスキーはその後3年間、コルニー・ハッチ精神病院に収容され、1894年4月19日にリーヴスデン精神病院へ移送された。記録によれば、彼は少なくとも1885年頃から精神疾患を患っていたが、その際の書類には彼が他者に危害を与える危険性低いと記録されていた。コスミンスキーには幻聴、入浴や洗体の拒否、他人から食べ物を与えられることへの恐怖心から路上に落ちた食べ物を拾って食べるなどの症状があり、これらの原因は「自己刺激」と記録されている。また、極端に偏った食生活により長年にわたり痩せ細っており、1919年2月には体重がわずか96ポンド（約44kg）と記録されている。翌3月に壊疽により53歳で死亡し、遺体はロンドン東部のイースト・ハムにある墓地に埋葬された。

## 切り裂きジャック事件との関係

### 当時の捜査と『コスミンスキー容疑者』
1888年の夏から秋にホワイトチャペル一帯で起きた連続女性惨殺事件（ホワイトチャペル殺人事件）は、警察によって5件前後が同一犯「ジャック」と断定され、史上最も有名な未解決事件となった。警察は延べ数百人の聞き込みや容疑者洗い出しを行ったが、犯人逮捕には至らなかった。当時表向きに逮捕・起訴された者はいなかったものの、事件から数年後に公開された内部資料や関係者の証言によって、当時のロンドン警視庁（スコットランドヤード）の幹部らが極秘裏に絞り込んでいた有力容疑者が浮かび上がっている。その一人が「コスミンスキー」と呼ばれた人物である。

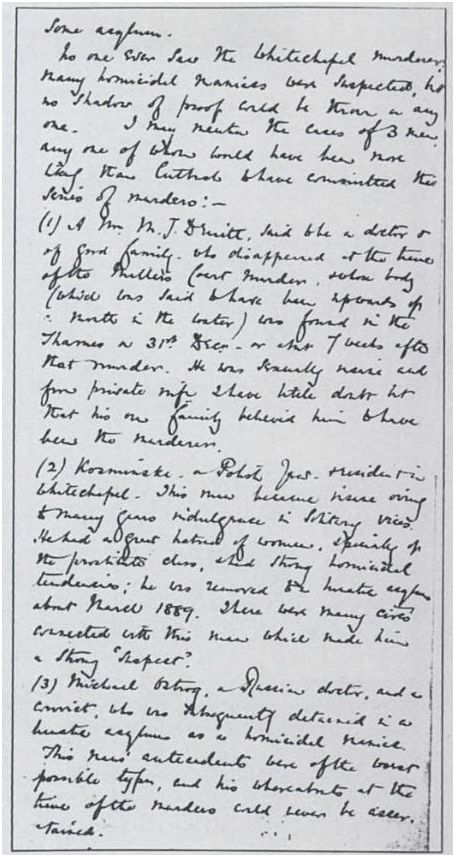
マクナーテン覚書にはコスミンスキーの他にマイケル・オストログとモンタギュー・ドルイットの名があった

事件発生から約6年後の1894年、警視庁のメルヴィル・マクナーテン補佐官（警視相当）が内部用に作成した覚書（いわゆる「マクナーテン覚書」）には、ジャック事件の重要容疑者3名が名指しされている。その中でマクナーテンは名は無く苗字のみで「ポーランド系ユダヤ人の”コスミンスキー”(a Polish Jew named “Kosminski”)」を挙げ、"この男には女性（特に娼婦）に対する激しい憎悪と強い殺人衝動があった"ため嫌疑をかけたと記している。1959年にマクナーテンの娘の所持書類から発見された覚書によれば、コスミンスキーは「長年の自慰行為の耽溺によって精神錯乱に陥った人物」で1889年3月頃にロンドンの精神病院に収容されたとされている。実際のコスミンスキーは1891年2月収容で1889年にはまだ街中にいたことが分かっており、覚書には年代の誤りがあるが 、人物の特定に関しては当時の捜査関係者の共通認識としてコスミンスキー姓のユダヤ人が容疑者と目されていたことを示す重要資料となっている。
さらに1910年、当時の警視副総監ロバート・アンダーソン卿が出版した回想録『ある警察人生の明るい面 (The Lighter Side of My Official Life)』において、彼はジャック事件の犯人について「貧困階級のポーランド系ユダヤ人だった」と明言した。アンダーソンは実名を伏せつつ、「その殺人犯を直接目撃した唯一の証人が、警察の用意した容疑者を対面した瞬間にためらいなく犯人と同定した。だが証人は法廷での証言を断固拒否した…。犯人がポーランド系ユダヤ人だというのは確定事実である」と記している一方、アンダーソン自身は事件当時に一時不在で直接捜査を指揮しておらず、この証言の出所は不明瞭だったため彼の主張は在野や警察OBの間で物議を醸した。
事件捜査責任者の一人であるドナルド・スワンソン主任警部は上記のアンダーソンから献呈された回想録の余白に鉛筆書きで注釈（いわゆる「スワンソン・メモ」）を残しており、そこにはアンダーソンの記述を補足する形で「その証人はユダヤ人だったため、犯人も同胞のユダヤ人だと知ってその男を絞首刑に送ることへの罪悪感から証言を拒んだ」とある。スワンソンはさらに同じ注釈で「容疑者は当時ホワイトチャペルの兄弟宅に住んでおり、身柄確認後にストックウェル区の救貧院へ送致、続いてコルニー・ハッチ収容となり、ほどなく死亡した」と事件後の経緯を記した上で、最後に「コスミンスキーがその容疑者であった」と断定している。スワンソン警部自身の記録には、事件当時ホワイトチャペルでコスミンスキーを兄弟宅の監視下に置いたこと、そしてその後に彼を拘束して精神病院へ送ったことが具体的に記されており、前述した1891年2月のコスミンスキー強制収容と符合している点で注目される。ただしスワンソンの注釈では「容疑者はすぐ後に死亡」とあるのに対し、実際のコスミンスキー本人は30年近く長生きしているなど相違も見られ 、警察内部でも情報が錯綜・混同していた可能性がある。
スワンソンの書き込みは1987年に公開され、ちょうど同年にはジャックの正体を探る作家マーティン・ファイドーが当時の精神病院台帳を調査して「コスミンスキーと姓が一致する入院患者」を探し当てた。それこそがアーロン・コスミンスキーという人物であった。ファイドーらの調査により、事件当時コスミンスキーはホワイトチャペル東隣のマイルエンド地区（プロビデンス通りおよびグリーンフィールド通り）に居住していたことも判明した。これらの通りは切り裂きジャックの犯行現場から数ブロック圏内に位置しており、地理的にも犯人像に合致していた。またコスミンスキーの症状（統合失調症的と診断される妄想型精神病 ）や回想録に記された「言えない悪癖 (unmentionable vices)」 が、彼の記録上の自慰嗜癖と一致することも指摘された。こうした理由から、事件から一世紀後の20世紀末には「コスミンスキーこそ切り裂きジャックの真犯人とする説」が最有力仮説の一つとして再浮上することになった。

### アンダーソンらの推理への批判
しかし、当時の警察高官によるコスミンスキー嫌疑には死亡年含めていくつかの相違点が見られるため批判的な見解もある。まず、ロンドン警視庁とは別に事件を担当していたシティ警察の署長ヘンリー・スミス卿は、1910年に出版した自著でアンダーソンの「ユダヤ人同士では証言しない」という主張を「全くの暴論」と厳しく非難している。実際事件当時、ロンドン市警察は重要参考人であるイスラエル・シュワルツ（ユダヤ系移民の目撃者）から証言を取るなど通常通り捜査を進めており、ユダヤ系であることが協力拒否に繋がった証拠は乏しい。加えて、マクナーテン覚書ではそもそも「誰もホワイトチャペルで殺人犯を見ていない」と記述しており、アンダーソンとスワンソンの話と矛盾することになる。また、ロンドン警視庁の現場主任だったエドムンド・リード巡査部長も、アンダーソンの推理には懐疑的であったと伝えられる。さらに決定的なのは、現存する公式記録の中にコスミンスキーの名が一切登場しないという事実である。
前述のようにロンドン警視庁が1891年にコスミンスキーを実際に監視・拘束したことは推測されるものの、それに関する公的報告書や逮捕記録は残っていない。唯一名指しの文書であるマクナーテン覚書に記載されているものも苗字のみで、スワンソンが引用したアンダーソンの証言でも容疑者の実名は伏せられていた。このことから、一部の研究者は「当局が『コスミンスキー』としてマークしていた人物は実は別人だった可能性」を指摘している。具体的には、同時期にコルニー・ハッチ病院へ収容され暴力的振る舞いの末に早々と死亡した無名のユダヤ人患者「デイヴィッド・コーエン (David Cohen)」はアーロン・コスミンスキーと同年代・同体格であったため、名前の類似性も相まって何らかの混同や記録ミスが起きて「コスミンスキー」という名が後世まで一人歩きしたのではないかとする説もある。ファイドーは著書でコーエンこそ真犯人と推理し、コスミンスキー姓は警察の誤認だった可能性を論じている。ただしこの説も決定的証拠はなく、現在の主流見解ではアーロン・コスミンスキー本人が当時の「コスミンスキー容疑者」と考えるのが妥当とされている。いずれにせよ、当時の捜査段階では物証がまったく得られず、主要容疑者と疑われながらアーロン・コスミンスキーが司法の場に立つことは無かった。

## DNA鑑定と論争

### ラッセル・エドワーズの主張
21世紀に入り法医学の進歩によって切り裂きジャック事件の再調査にDNA分析が導入されるようになった。中でも世界的に報じられたのが、2014年に提起されたコスミンスキー犯人説の「DNA証拠」である。イギリス人実業家Russell Edwardsは長年切り裂きジャック事件の安楽椅子探偵を自称し独自に調査を進めていた人物だが、2007年に彼は事件の4番目の被害者キャサリン・エドウズの遺体近くで当時警察官が拾得したと伝わる古いショールを競売で入手した。エドワーズはこのショールを分析すれば犯人特定の物的証拠が得られるかもしれないと考え、リヴァプール・ジョン・ムーア大学の生物学者Jari Louhelainen博士にDNA鑑定を委嘱した。2014年9月、エドワーズは著書 “Naming Jack the Ripper”（邦訳『切り裂きジャックの正体を暴いた！』）を出版し、「ショールに残された犯人の精液由来DNAから、ジャック・ザ・リッパーの正体がアーロン・コスミンスキーであることを突き止めた」と発表した。この発表ではショールに付着していたDNAがエドウズの子孫およびコスミンスキーの親族のDNAと一致したと報告され、この結果は2019年に『Journal of Forensic Sciences』誌に掲載された。
ルーヘライネン博士の分析によれば、ショール上の血液シミから被害者エドウズの女性系親族と一致するミトコンドリアDNA（以下: mtDNA）型が検出され、また精液のシミからコスミンスキーの姉の母系子孫と一致するミトコンドリアDNA配列が見つかったという。博士は「最初のDNA断片は99.2%の一致率で、残り0.8%は断片が劣化して読み取れなかった。次に別の断片を解析したところ100%完全一致した」とコメントし、この結果コスミンスキーが犯人であることを”確定的かつ絶対的に証明”できたとエドワーズは主張した。エドワーズはインデペンデント紙の取材に対し「これこそ事件史上初めて得られた法医学的証拠だ。私は14年間を費やし遂に謎を解決した。今後疑う者は陰謀論者だけだ」と語っている。

### エドワーズの仮説への批判と限界
このニュースは大きな反響を呼び、国際メディアで「切り裂きジャック遂に解決か」と報じられた。しかし同時に科学者や事件研究家から多くの反論・疑問の声も上がった。主な問題点として、鑑定の不透明性、DNA配列の誤認、ショールの由来と保管状態の不確かさ、元データの消失、鑑定手法と解釈の問題などが指摘された。2024年には、掲載元から懸念表明が出され、鑑定結果の信頼性が疑問視された。
第一に批判されたのは、エドワーズらが提示したDNA解析結果が学術誌などで正式に査読発表されておらず、真偽を第三者が検証できない点だった。UCLの遺伝学者Susannah L. Bodmanは「科学的手法の詳細を示さず大衆紙デイリー・メールだけで発表するやり方は信用できない」と評し、DNA指紋法の開発者であるアレック・ジェフリーズ教授も「非常に興味深い主張だが、出自不明の試料とDNA型の同定能力について詳細な査読が必要だ」と慎重な見解を残した。
また鑑定内容そのものにも専門家の追及がなされた。鑑定に用いられたmtDNAは母系遺伝で人類集団内に広く共有されるため犯人の個人識別には本来不向きであり、排除には使えても特定には使えないとするのがDNA鑑定の基本である。実際ルーヘライネン博士らが2014年に見出したとするmtDNA変異「314.1C」は極めて稀なタイプと報じられたが、後にこの変異は「315.1C」というヨーロッパ人の90%から99%が持つ平凡な型だったことが明らかになり、当初算出された「犯人一致率 1/290,000」という数値もデータベース母数（約3.5万件）を超えており統計学的に不適切だったと指摘されている。
さらに肝心のショールの出所の疑わしさも問題視された。エドワーズはそのショールが1888年当夜に警官が持ち帰り家族に渡した品と主張したが、裏付けとなる公的記録は皆無である。むしろ過去の調査で、布地の染料年代がエドワード朝期（1900年前後）と測定されているなど史実と合わない点が多く、犯行現場の遺留物ですらない可能性が高いと専門家はみなしている。また、当時は高価な品だったショールが貧困層の多いホワイトチャペルやその被害者が身につけていた（または加害者が残した）のかという点も疑問だった。実際100年以上にわたりこの布は博物館の学芸員どころか、何人もの素人収集家の手を経て扱われてきたことが判明しており、保存状態も劣悪だった。DNA断片が混入・汚染している懸念は極めて大きく、例えばエドワーズ自身が素手でその布を持ち上げて写真撮影していたことも確認されている。ゆえに「100年以上不特定多数が触れ呼気や体液を浴びた布切れから何を検出しても、犯人の証明にはなり得ない」とタイムズ紙にコメントしたRichard C. Cobbら犯罪史研究者もいる。
前述の通り、2019年3月にルーヘライネン博士と分子生物学者デイヴィッド・ミラー博士はこのショール鑑定の詳細データを米国法科学誌Journal of Forensic Sciencesに発表した（査読付き論文）。論文では改めて「ショールに付着した血痕から被害者キャサリン・エドウズと同じmtDNA型（母系）が、精液斑点から主要容疑者コスミンスキーと同じmtDNA型が検出された」と結論付け、研究チームは「これら全てのデータは、このショールにキャサリン・エドウズの生体物質が含まれ、精液斑点から得られたmtDNA配列が警察の主要容疑者アーロン・コスミンスキーの配列と一致するという仮説を支持する」と述べた。けれども、この学術発表にも依然として疑問の目が向けられた。オーストリアのインスブルック医科大学の法医遺伝学者らは同誌への批判文で「肝心のDNA配列データがグラフ画像で示されるばかりで数値データが公開されておらず、読者は結果の信頼性を判断できない」「試料系統や継代汚染の可能性を無視して結論づけている」と問題点を指摘し。論文掲載誌は後日「本研究に懸念あり (Expression of Concern)」との異例の注意喚起を発表した。著名な科学ジャーナリストのアダム・ラザフォードはDNA鑑定の一連の流れを次のように酷評している。
プロの歴史家や学者なら、このショールの由来が信憑性に欠けることは一目瞭然だ。それを起点にしたDNA鑑定は全くの悪いサイエンスジョークだ。—アダム・ラザフォード
ラザフォードによれば、そもそも切り裂きジャックの被害女性5名のうち誰一人、惨虐な殺され方をしたが性的暴行を受けた証拠はなく「犯人が現場で射精した」と仮定すること自体が疑わしいという。仮に現場に精液が残っていたとしても、それは娼婦である被害者が事件当日別の男性客から受けたものである可能性が高く、コスミンスキー自身がその客であった可能性すら否定できないとも指摘されている 。このように科学的・歴史的観点から多くの批判が提示された結果、「ショールのDNA鑑定によるコスミンスキー犯人説」は現在までのところ学界や専門家から広く支持されるには至っていない。

## 社会的背景と事件への影響
アーロン・コスミンスキーは、19世紀末のロンドン東部ホワイトチャペルに居住していたユダヤ系ポーランド移民であり、彼が暮らした環境は切り裂きジャック事件の社会的文脈と密接に関係している。前段の通り、コスミンスキーは東欧ユダヤ人移民コミュニティの中で育ち、成人後もホワイトチャペルのユダヤ人社会に身を置いていた。彼の生きた時代のヨーロッパではユダヤ人への制度的差別や突発的な暴力事件（ポグロム）が多発し、イギリスに逃れてからも移民先での貧困や差別に直面した。コスミンスキー一家もその移民の一部であり、1881年前後にロンドンへ移住している。
こうしたユダヤ人迫害の歴史的文脈は、コスミンスキー個人の性格形成に影響した可能性があるだけでなく、彼がジャック事件の容疑者に挙げられた経緯や周囲の反応にも大きく影を落としている。1888年当時、切り裂きジャックの犯行手口が極めて猟奇的・残虐であったことから、一部の世論には「こんな残酷な所業はイギリス人にはできない。外国人、殊に東欧ユダヤ人の仕業ではないか」との臆測が広まっていた。ユダヤ系住民への中傷や暴行事件も報告され、ユダヤ系新聞『ジューイッシュ・クロニクル』紙は「露骨な偏見の噴出は、海外で時折発生する反ユダヤ暴動の発生過程を彷彿とさせる」と憂慮した。ロンドンのホワイトチャペル地区は貧困と過密の象徴であり、ユダヤ人移民が急増したことで地元住民との摩擦が絶えなかったため、労働市場や住宅を巡る競争が激しく、これもユダヤ人に対する反感も一因となった。それにより、1888年の切り裂きジャック事件発生時には被害者がすべて貧困層の女性であったことや犯行がホワイトチャペル周辺で集中していたことからユダヤ人が犯人ではないかという風聞が流れた。1888年9月の被害者アニー・チャップマン殺害直後には、地元メディアではユダヤ系住民の名前が具体的に報じられ、実名で名指しされたユダヤ人靴職人ジョン・パイザー（通称「レザー・エプロン」）は暴徒から身を隠さざるを得なくなった。

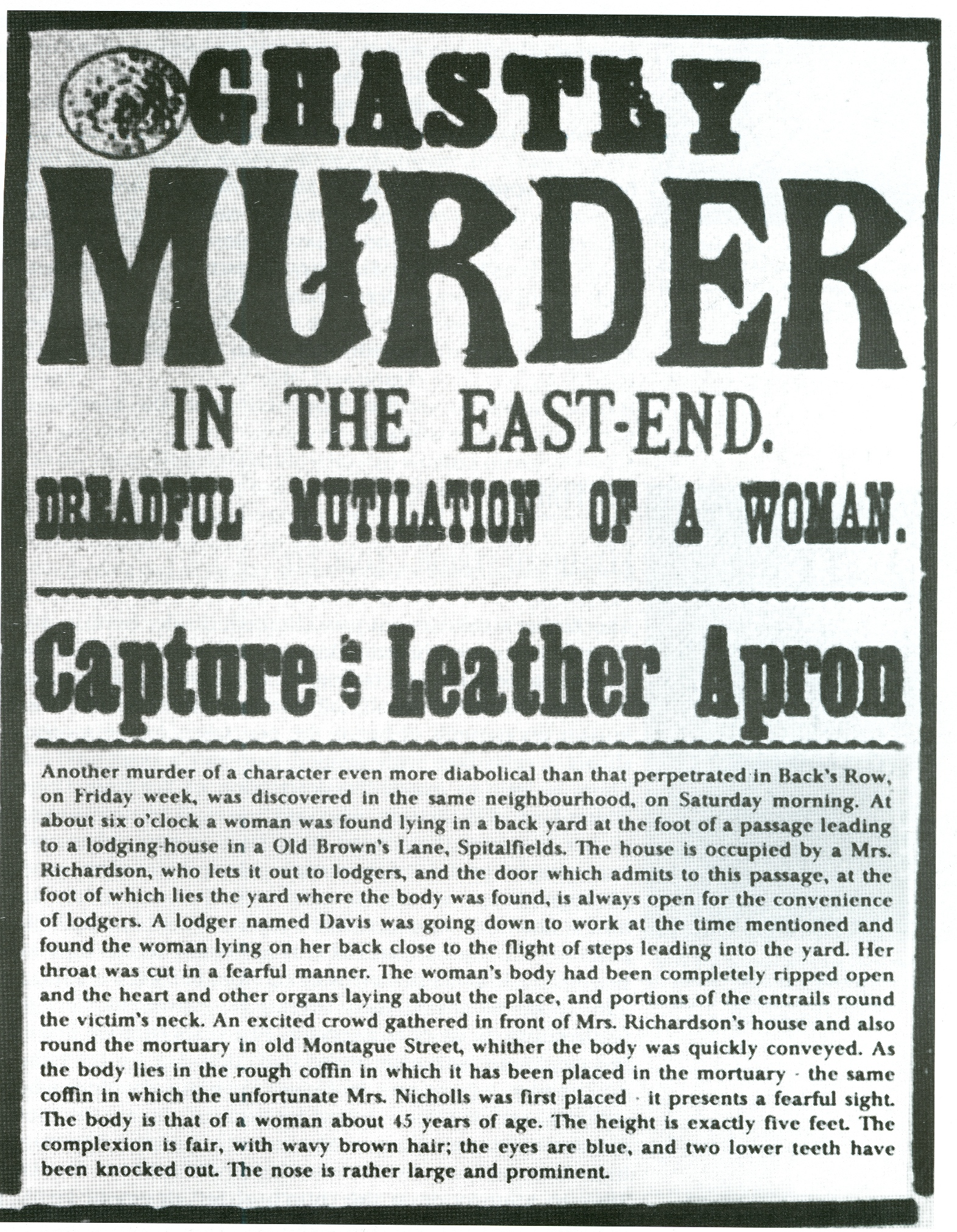
”レザー・エプロン”を逮捕したと報じる新聞記事

そうした中で警察内部に浮上した「犯人はポーランド系ユダヤ人」説は、慎重に扱われざるを得ないデリケートな問題であった。実際にアンダーソン卿が1910年にあの証言を書いた際も、「ユダヤ人同士では証言しない」などの一節は各方面から「ユダヤ人への侮辱だ」と反発を招いている。切り裂きジャック事件の渦中で結成された私設自警団 (Whitechapel Vigilance Committee)には地元ユダヤ人も半数参加し、自ら犯人捜索に動いたことが当時の記録に残っている。また、1888年9月30日には犯行現場近くの壁に反ユダヤ的な落書き（「ユダヤ人（Juwes）は決して何からも咎めを受けないだろう」）が発見されたが、警察はこれがさらなる暴動を誘発することを恐れ直ちに消去している。こういった経緯から、ロンドン警察は犯人に結びつく決定的な証拠を欠いた段階で単に容疑者がユダヤ人という理由だけで公に逮捕・告発することは避けたと考えられる。スワンソン警部の注記にあるように、ホワイトチャペルの目撃証人（ユダヤ系）が同胞を吊るすことへの良心の呵責から法的協力を拒んだという話も、真相は不明ながら配慮が働いたシナリオとしては十分あり得るものであった。コスミンスキーに嫌疑がかかっていた事実が事件当時の公には伏せられ、彼が密かに精神病院送りとされた結末の背景にはこうした移民社会特有の事情も存在していたと考えられ、切り裂きジャック事件が単なる犯罪ではなく移民政策・人種問題・階級対立が交差した都市の社会的緊張の象徴であったことは、多くの歴史家により指摘されている。

## 創作作品における描写
アーロン・コスミンスキーは、「切り裂きジャック」の謎を扱った数多くのノンフィクション・フィクション作品で言及・登場している人物である。とりわけ21世紀に入ってのDNA鑑定で注目されて以降、映像ドキュメンタリーやドラマでの取り上げが目立つ。米国Netflixのドキュメンタリーシリーズ『未解決ミステリー (Unsolved Mysteries)』では2020年代の配信回でコスミンスキー説に触れており、当時警察が「アーロン・コスミンスキーというポーランド系ユダヤ人」を容疑者に特定したことなどが紹介されている。またBBCのテレビドラマ『リッパー・ストリート』（2012–2016年）やITVの犯罪スリラー『ホワイトチャペル　Whitechapel』（2009–2013年）は切り裂きジャック伝説を現代に蘇らせた内容で、劇中で犯人像や容疑者について言及する場面にコスミンスキーの名前が登場する。2019年にはBBCが女優エミリア・フォックスを司会に迎えたドキュメンタリー『Jack the Ripper: The Case Reopened（切り裂きジャック：再捜査）』を放映し、DNA鑑定結果など最新の証拠を検証した上で「コスミンスキーが最有力候補」と結論づけたが、これにも専門家から反論が寄せられるなど議論が続いている。文学の分野では、エドワーズの著書をはじめコスミンスキー犯人説を題材にした評論・小説が多く出版されている。例えば米国の犯罪作家ジョン・エドワード・ダグラス（元FBIプロファイラー）は2001年の著書で「既知の容疑者の中ではコスミンスキーが最も有力だ」としつつ直接証拠の欠如も認めており、イギリスの歴史小説家スティーヴン・ナイトの『切り裂きジャック 最終結論』やアラン・ムーアのグラフィックノベル『フロム・ヘル』では、コスミンスキーが物語上の重要なモチーフとして扱われている。日本を含め世界中の大衆文化において「ポーランド人の狂気の理髪師コスミンスキー」は、依然として切り裂きジャック最大の謎を象徴する存在として取り上げられ続けている。